# Leichtgewichts-Doppelzweier
Der Leichtgewichts-Doppelzweier (Abkürzung LM2x bzw. LW2x) ist seit 1996 eine olympische Leichtgewichts-Bootsklasse im Rudern. Im Boot sitzen zwei Ruderer, die mit jeweils zwei Skulls das Boot antreiben, und deren Körpergewicht per Reglement begrenzt ist.

## Beschreibung
Im Unterschied zum ebenfalls olympischen, aber unbeschränkten Doppelzweier ist ein Gewichtslimit für die Sportler vorgegeben. In der Leichtgewichts-Variante dürfen Männer im Mannschaftsschnitt maximal 70,0 kg wiegen, für Frauen liegt das höchste erlaubte Mannschaftsschnittgewicht bei 57,0 kg.
Der leichte Doppelzweier ist die einzige olympische Skull-Bootsklasse für Leichtgewichte, da der „leichte Einer“ (L1x) und der „leichte Doppelvierer“ (L4x) nie im olympischen Programm waren. Die besten leichten Skuller treten deshalb bevorzugt im leichten Doppelzweier an, wo die Leistungsdichte entsprechend etwas höher als im leichten Einer bzw. Doppelvierer ist. Seit 1978 werden mit Ausnahme der olympischen Jahre jährlich Ruder-Weltmeister und seit 2007 jährlich Ruder-Europameister in dieser Bootsklasse ermittelt. Die Wettkampfstrecke entspricht dabei der olympischen Distanz von 2000 m.
Material und Konstruktion des Bootes entsprechen weitestgehend dem eines Doppelzweiers der offenen Gewichtsklasse. Das Boot ist etwa 9,5 Meter lang, etwa 35 cm breit und wiegt mindestens 27 kg. Auf jeder Seite des Bootes sind zwei Ausleger notwendig. Wie im Doppelzweier üblich gibt es auch in der Leichtgewichts-Variante keinen Steuermann. Da auch kein Fußsteuer vorhanden ist, wird das Boot durch einseitiges Überziehen der Mannschaft gesteuert (phasenweise einseitig mit mehr Kraftaufwand rudern).

## Geschichte
Der leichte Doppelzweier wurde zunächst bei den Ruder-Weltmeisterschaften 1978 für Männer als vierte Leichtgewichts-Bootsklasse eingeführt, wobei Norwegen den Titel gewann und im Folgejahr auch verteidigen konnte. Danach siegten fünf Jahre in Folge die Italiener Francesco Esposito und Ruggero Verroca, was bis heute die längste Siegesserie in der Bootsklasse darstellt. Die ersten Leichtgewichts-Bootsklassen der Frauen wurden im Rahmen der Ruder-Weltmeisterschaften 1984 als „Erprobungsmaßnahme“ ohne Meisterschaftscharakter ausgefahren. Darunter war auch der leichte Doppelzweier, der von Dänemark gewonnen wurde. Ab 1985 waren die leichten Bootsklassen der Frauen ebenfalls Meisterschaftsrennen, wobei in den 1980er-Jahren keine dominierende Mannschaft die Bootsklasse beherrschte.
Ab der zweiten Hälfte der 1980er-Jahre wurde das Leichtgewichtsrudern populärer, und der Weltruderverband verstärkte seine Bemühungen, einige Bootsklassen im Programm der Olympischen Sommerspiele zu verankern. Ab 1996 waren im Skull-Bereich die Doppelzweier der Männer und Frauen, sowie im Riemenbereich der Vierer ohne Steuermann der Männer olympisch, was diese Bootsklassen gegenüber den anderen Leichtgewichts-Klassen hervorhob. Als erste Olympiasieger durften sich Constanța Burcică und Camelia Macoviciuc aus Rumänien sowie die Brüder Michael und Markus Gier aus der Schweiz feiern lassen.
Seit Mitte der 1990er-Jahre ist damit auch im Leichtgewichtsrudern der olympische Vierjahresrhythmus maßgeblich für Bootsbesetzungen und Trainingspläne. Besonders hervorzuhebende Mannschaften waren in den letzten 20 Jahren bei den Männern neben den Schweizer Gier-Brüdern die Polen Tomasz Kucharski und Robert Sycz, die Italiener Elia Luini und Leonardo Pettinari, Dänemarks Mads Rasmussen und Rasmus Quist sowie die Briten Zac Purchase und Mark Hunter mit jeweils mehrfachen Goldmedaillengewinnen. Bei den Frauen waren insbesondere aus Rumänien Constanța Burcică mit Angela Alupei bzw. Camelia Macoviciuc, aus Deutschland in verschiedenen Besetzungen Janet Radünzel, Claudia Blasberg, Daniela Reimer und Marie-Louise Dräger sowie aus Griechenland Christina Giazitzidou und Alexandra Tsiavou erfolgreich.

## Amtierende Meister
| Veranstaltung         | amtierende Mannschaft (Frauen)                       | amtierende Mannschaft (Männer)                  |
| --------------------- | ---------------------------------------------------- | ----------------------------------------------- |
| WM 2019               | Neuseeland – Zoe McBride, Jackie Kiddle              | Irland – Fintan McCarthy, Paul O’Donovan        |
| EM 2022               | Vereinigtes Königreich – Emily Craig, Imogen Grant   | Irland – Fintan McCarthy, Paul O’Donovan        |
| Olympia 2020          | Italien – Valentina Rodini, Federica Cesarini        | Irland – Fintan McCarthy, Paul O’Donovan        |
| aktuelle Weltbestzeit | Italien – Valentina Rodini, Federica Cesarini (2021) | Irland – Fintan McCarthy, Paul O’Donovan (2021) |

## Weltmeister und Olympiasieger
| Veranstaltung | Goldmedaillengewinnerinnen                                  | Goldmedaillengewinner                                |
| ------------- | ----------------------------------------------------------- | ---------------------------------------------------- |
| WM 1978       | nicht ausgetragen                                           | Norwegen – Pal Boernick, Arne Gilje                  |
| WM 1979       | nicht ausgetragen                                           | Norwegen – Pal Boernick, Arne Gilje                  |
| WM 1980       | nicht ausgetragen                                           | Italien – Francesco Esposito, Ruggero Verroca        |
| WM 1981       | nicht ausgetragen                                           | Italien – Francesco Esposito, Ruggero Verroca        |
| WM 1982       | nicht ausgetragen                                           | Italien – Francesco Esposito, Ruggero Verroca        |
| WM 1983       | nicht ausgetragen                                           | Italien – Francesco Esposito, Ruggero Verroca        |
| WM 1984       | Dänemark – Elisabeth Fraas, Kirsten Jensen (inoffiziell)    | Italien – Francesco Esposito, Ruggero Verroca        |
| WM 1985       | Vereinigtes Königreich – Linda Clark, Beryl Crockford       | Frankreich – Luc Crispon, Thierry Renault            |
| WM 1986       | Vereinigte Staaten – Christine Ernst, Carey Sands           | Vereinigtes Königreich – Carl Smith, Allan Whitwell  |
| WM 1987       | Belgien – Lucia Focque, Marie-Anne Vandermoere              | Italien – Enrico Gandola, Giovanni Calabrese         |
| WM 1988       | Niederlande – Laurien Vermulst, Ellen Meliesie              | Italien – Enrico Gandola, Francesco Esposito         |
| WM 1989       | Vereinigte Staaten – Carey Sands, Kristine Karlson          | Österreich – Christoph Schmölzer, Walter Rantasa     |
| WM 1990       | Dänemark – Ulla Jensen, Regitze Siggaard                    | Vereinigte Staaten – Robert Dreher, Stephen Peterson |
| WM 1991       | Deutschland – Claudia Waldi, Christiane Weber               | Deutschland – Michael Buchheit, Kai von Warburg      |
| WM 1992       | Deutschland – Claudia Waldi, Christiane Weber               | Australien – Bruce Hick, Gary Lynagh                 |
| WM 1993       | Kanada – Colleen Miller, Wendy Wiebe                        | Australien – Bruce Hick, Gary Lynagh                 |
| WM 1994       | Kanada – Colleen Miller, Wendy Wiebe                        | Italien – Michelangelo Crispi, Francesco Esposito    |
| WM 1995       | Kanada – Colleen Miller, Wendy Wiebe                        | Schweiz – Markus Gier, Michael Gier                  |
| OS 1996       | Rumänien – Constanța Burcică, Camelia Macoviciuc            | Schweiz – Michael Gier, Markus Gier                  |
| WM 1997       | Deutschland – Angelika Brand, Michelle Darvill              | Polen – Tomasz Kucharski, Robert Sycz                |
| WM 1998       | Vereinigte Staaten – Christine Collins, Sarah Garner        | Polen – Tomasz Kucharski, Robert Sycz                |
| WM 1999       | Rumänien – Constanța Burcică, Camelia Macoviciuc            | Italien – Michelangelo Crispi, Leonardo Pettinari    |
| OS 2000       | Rumänien – Constanța Burcică, Angela Alupei                 | Polen – Tomasz Kucharski, Robert Sycz                |
| WM 2001       | Deutschland – Janet Radünzel, Claudia Blasberg              | Italien – Elia Luini, Leonardo Pettinari             |
| WM 2002       | Australien – Sally Causby, Amber Halliday                   | Italien – Elia Luini, Leonardo Pettinari             |
| WM 2003       | Deutschland – Marie-Louise Dräger, Claudia Blasberg         | Italien – Elia Luini, Leonardo Pettinari             |
| OS 2004       | Rumänien – Constanța Burcică, Angela Alupei                 | Polen – Tomasz Kucharski, Robert Sycz                |
| WM 2005       | Deutschland – Daniela Reimer, Marie-Louise Dräger           | Ungarn – Zsolt Hirling, Tamás Varga                  |
| WM 2006       | Volksrepublik China – Xu Dongxiang, Yan Shimin              | Dänemark – Mads Rasmussen, Rasmus Quist              |
| WM 2007       | Australien – Amber Halliday, Marguerite Houston             | Dänemark – Mads Rasmussen, Rasmus Quist              |
| OS 2008       | Niederlande – Marit van Eupen, Kirsten van der Kolk         | Vereinigtes Königreich – Mark Hunter, Zac Purchase   |
| WM 2009       | Griechenland – Christina Giazitzidou, Alexandra Tsiavou     | Neuseeland – Storm Uru, Peter Taylor                 |
| WM 2010       | Kanada – Lindsay Jennerich, Tracy Cameron                   | Vereinigtes Königreich – Zac Purchase, Mark Hunter   |
| WM 2011       | Griechenland – Christina Giazitzidou, Alexandra Tsiavou     | Vereinigtes Königreich – Zac Purchase, Mark Hunter   |
| OS 2012       | Vereinigtes Königreich – Katherine Copeland, Sophie Hosking | Dänemark – Mads Rasmussen, Rasmus Quist              |
| WM 2013       | Italien – Laura Milani, Elisabetta Sancassani               | Norwegen – Kristoffer Brun, Are Strandli             |
| WM 2014       | Neuseeland – Sophie MacKenzie, Julia Edward                 | Südafrika – James Thompson, John Smith               |
| WM 2015       | Neuseeland – Sophie MacKenzie, Julia Edward                 | Frankreich – Stany Delayre, Jérémie Azou             |
| OS 2016       | Niederlande – Maaike Head, Ilse Paulis                      | Frankreich – Pierre Houin, Jérémie Azou              |
| WM 2017       | Rumänien – Ionela-Livia Lehaci, Gianina-Elena Beleagă       | Frankreich – Pierre Houin, Jérémie Azou              |
| WM 2018       | Rumänien – Ionela-Livia Cozmiuc, Gianina-Elena Beleagă      | Irland – Gary O’Donovan, Paul O’Donovan              |
| WM 2019       | Neuseeland – Zoe McBride, Jackie Kiddle                     | Irland – Fintan McCarthy, Paul O’Donovan             |
| OS 2020       | Italien - Valentina Rodini, Federica Cesarini               | Irland - Fintan McCarthy, Paul O’Donovan             |